# Міжнародна асоціація викладачів російської мови і літератури
Міжнародна асоціація викладачів роської мови і літератури (рос. Междунаро́дная ассоциа́ция преподава́телей ру́сского языка́ и литерату́ры, МАПРЯЛ) — міжнародне громадське об'єднання викладачів та інших фахівців з російської мови і літератури, національних спілок русистів, інститутів славістики, кафедр і відділень російської мови і літератури.
МАПРЯЛ видає журнали «Русский язык за рубежом» і «Вестник МАПРЯЛ», щороку присуджує медаль О. С. Пушкіна «За великі заслуги в поширенні російської мови» проводить олімпіади школярів з російської мови, а також регіональні і тематичні конференції.

## Мета організації
На Установчій конференції МАПРЯЛ були сформульовані цілі асоціації:
- сприяння поширенню викладання та вивчення російської мови і літератури у світі;
- стимулювання розвитку наукових методів навчання та координація досліджень у цій сфері;
- допомога у встановленні постійних зв'язків між викладачами та іншими фахівцями галузі російської мови і літератури;
- здійснення обміну інформацією, проведення міжнародних конференцій, семінарів, симпозіумів з теоретичних та практичних питань викладання російської мови, літератури та країнознавства.

## Історія організації
На Установчій конференції МАПРЯЛ, що відбулася 7-9 вересня 1967 року в Парижі, президентом асоціації був обраний В. В. Виноградов. Крім Установчої конференції відбулося 11 конгресів МАПРЯЛ.
Навесні 2001 року президія МАПРЯЛ на засіданні в Манчестері ухвалила рішення про вступ до Міжнародної федерації викладачів живих мов (FIPLV), повноважним представником МАПРЯЛ у якій був призначений президент Нідерландського товариства живих мов, науковий співробітник Інституту фонетичних досліджень Амстердамського університету Сесілія Оде.
У 2008–9 роках МАПРЯЛ за підтримки Фонду «Русский мир», фонду Олега Дерипаскі «Вольное дело» і Федеральної цільової програми «Російська мова» провела Європейський фестиваль російської мови.

## Міжнародні конгреси МАПРЯЛ
| Міжнародні конгреси МАПРЯЛ | Міжнародні конгреси МАПРЯЛ                                                                       | Міжнародні конгреси МАПРЯЛ | Міжнародні конгреси МАПРЯЛ | Міжнародні конгреси МАПРЯЛ |
| Номер                      | Найменування                                                                                     | Дата                       | Місце                      | Примітки |
| -------------------------- | ------------------------------------------------------------------------------------------------ | -------------------------- | -------------------------- | --- |
| I                          | «Актуальні питання викладання російської мови і літератури»                                      | серпень 1969               | Москва (СРСР)              | У роботі взяли участь 522 русисти з 35 країн світу. На Генеральній Асамблеї МАПРЯЛ, що проходила після конгресу, президентом асоціації був обраний М. Б. Храпченко                                                             |
| II                         | «Теорія і практика створення підручників і навчальних посібників з російської мови як іноземної» | 3–8 вересня 1973           | Варна (НРБ)                | Брало участь близько 1500 делегатів із 51 країни світу |
| III                        | «Наукові засади та практика викладання російської мови і літератури»                             | 23–28 вересня 1976         | Варшава (ПНР)              | Брало участь 1920 делегатів із 49 країн світу |
| IV                         | «Теорія та практика викладання російської мови і літератури. Роль викладача в процесі навчання»  | 13–18 серпня 1979          | Берлін (НДР)               | Брало участь 1860 делегатів із 65 країн світу |
| V                          | «Сучасний стан та основні проблеми вивчення та викладання російської мови і літератури»          | 16–21 серпня 1982          | Прага (ЧССР)               | Брало участь 2400 делегатів із 72 країн світу |
| VI                         | «Наукові традиції та нові напрямки в викладання російської мови і літератури»                    | 11–16 серпня 1986          | Будапешт (ВНР)             | У конгресі взяли участь понад 1800 делегатів із 66 країн світу. На Генеральній Асамблеї МАПРЯЛ, що проходила в дні роботи конгресу, президентом асоціації був обраний П. А. Миколаїв                                           |
| VII                        | «Російська мова і література в спілкуванні народів світу. Проблеми функціонування та викладання» | 10–17 серпня 1990          | Москва (СРСР)              | Брало участь близько 3000 делегатів і гостей із 80 країн світу. Президентом МАПРЯЛ був обраний В. Г. Костомаров |
| VIII                       | «Російська мова і література в сучасному діалозі культур»                                        | 22–26 серпня 1994          | Регенсбург (Німеччина)     | Брало участь понад 1000 делегатів із 40 країн світу |
| IX                         | «Російська мова, література і культура на рубежі століть»                                        | 16–21 серпня 1999          | Братислава (Словаччина)    | |
| X                          | «Російське слово в світовій культурі»                                                            | 30 червня — 5 липня 2003   | Санкт-Петербург (Росія)    | Брало участь 1200 делегатів із 54 країн світу. На Генеральній Асамблеї, що проходила в дні роботи конгресу, президентом асоціації було обрано Л.А. А. Вербицька                                                                |
| XI                         | «Світ російського слова та російське слово в світі»                                              | 17–23 вересня 2007         | Варна (Болгарія)           | Брало участь понад 1000 делегатів |
| XII                        | «Російська мова і література в часі і просторі»                                                  | 10–15 травня 2011          | Шанхай (КНР)               | Брало участь понад 1200 делегатів із 48 країн світу |
| XIII                       | «Російська мова і література в просторі світової культури»                                       | 13–20 вересня 2015         | Гранада (Іспанія)          | Брало участь близько 1200 делегатів із 60 країн світу |
| XIV                        | «Російське слово в багатомовному світі»                                                          | 29 квітня–4 травня 2019    | Нур-Султан (Казахстан)     | 2 травня 2019 року на Генеральній Асамблеї МАПРЯЛ, що проходила в дні роботи Конгресу, президентом МАПРЯЛ було обрано радника Президента Росії з питань культури, голову Ради з російської мови за Президента РФ В. І. Толстой |

## Медаль О. С. Пушкіна
Медаль О.С. Пушкіна «За великі досягнення в поширенні російської мови» була заснована в 1977 на честь 10-річчя МАПРЯЛ. Перше нагородження відбулося на IV конгресі МАПРЯЛ у Берліні 1979 р.